# Funky Mouse
Funky Mouse is een computerspel dat werd ontwikkeld en uitgegeven door ZAP Corporation. Het spel kwam in 1984 uit voor de MSX. Het spel is een platformspel waarbij de speler een muis bestuurt die kaas moet verzamelen in een huis met katten. Het beeld scrolt zowel horizontaal als verticaal. Er kan van platform gewisseld worden via diverse ladders. Op zijn zoektocht naar kaas wordt de speler achterna gezeten door  katten. Als alle kazen gevonden zijn is het level ten einde. Naast de score wordt er ook een hi-score bijgehouden.